# Rocillo (Liendo)
Rocillo es una localidad del municipio de Liendo (Cantabria, España). Tiene una altitud de 40 metros sobre el nivel del mar. Se encuentra en este barrio la ermita conocida con el nombre de Jesús, José y María del siglo XVII. Cabe destacar el Centro Hípico de Manás de la Hoz. La localidad contaba en el año 2023 con una población de 60 habitantes (INE).